# Chiasmopes
Genre
Synonymes
- Spencerella Pocock, 1898

Chiasmopes est un genre d'araignées aranéomorphes de la famille des Pisauridae.

## Distribution
Les espèces de ce genre se rencontrent en Afrique subsaharienne.

## Liste des espèces
Selon World Spider Catalog (version 17.0, 02/05/2016) :
- Chiasmopes hystrix (Berland, 1922)
- Chiasmopes lineatus (Pocock, 1898)
- Chiasmopes namaquensis (Roewer, 1955)
- Chiasmopes signatus (Pocock, 1902)

## Publication originale
- Pavesi, 1883 : Studi sugli aracnidi africani. III. Aracnidi del regno di Scioa e considerazioni sull'aracnofauna d'Abissinia. Annali del Museo civico di storia naturale di Genova, vol. 20, p. 1-105.